# 474 a.C.

## Eventos
- Lúcio Fúrio Medulino e Aulo Mânlio Vulsão, cônsules romanos